# Света Троица (Чернигов)
Вижте пояснителната страница за други значения на Света Троица.
„Света Троица“ (на украински: Троїцький собор) е православна църква в град Чернигов, Украйна, катедрала на Черниговската и Невгород-Северска епархия на Украинската православна църква на Московската патриаршия. Църквата е разположена в Троицко-Илинския манастир, южно от центъра на града. Построена в стил украински барок през 1688-1695 година, като строежът е финансиран от запорожкия хетман Иван Мазепа.